# Carlos Rodríguez
Carlos Rodríguez (n. 2 februarie 2001, Almuñécar, Andaluzia, Spania) este un ciclist profesionist spaniol, care concurează în prezent pentru echipa Ineos Grenadiers.

## Rezultate în Marile Tururi

### Turul Franței
1 participare
- 2023: câștigător al etapei a 14-a

### Turul Spaniei
1 participare
- 2022: locul 7